# 漢班托塔港
漢班托塔·馬欣達·拉賈帕克薩港（通稱漢班托塔港）為斯里蘭卡漢班托塔的海運港口。該港口以前總統馬欣達·拉賈帕克薩為命名，斯里蘭卡港務局負責內陸建造和管理，

## 历史
2010年11月8日，漢班托塔港一期工程開工，由「Jetliner」艦艇首次儀式性停泊港埠設施。一期的預計營建費用總額為3.61億美元，中國進出口銀行出資比例占85%。
2017年7月，中國的招商局港口控股有限公司與斯里蘭卡港務局簽署協議，以約9.74億美元代價收購股份加上承諾投資1.46億美元，取得漢班托塔港的經營權，協議有效期為99年。
2018年7月，《每日鏡報》報道，漢班托塔港的全部建設費用17.61億美元，貸款截止日期為2036年。截至2016年底，這些貸款已歸還5億美元，主要從斯港口局在漢班托塔港利潤中支付。
2019年斯里蘭卡新任總統戈塔巴雅·拉賈帕克薩在11月25日表示，會就租借漢班托塔港一事重新與中國展開談判。

## 使用率
2017年全年有175艘貨船駛抵漢班托塔港。2019年漢班托塔港的散雜貨吞吐量有50萬噸，較2018年的18萬噸大幅上升，而2019年滾裝碼頭完成作業量41萬輛。

## 債務陷阱
2017年12月，由於斯里蘭卡無力償還債務，根據一份有效期可獲延長的99年租約，斯里蘭卡正式將漢班托塔港移交給中國。 漢班托塔因此成為“債務陷阱”的典型例子。該術語於2018年6月在《紐約時報》的一項調查中首次使用，此後在西方媒體和研究人員中廣泛傳播，以譴責中國的掠奪性戰略。斯里蘭卡的例子同時破壞了北京在推動與“新絲綢之路”相關的大型項目時所傳達的繁榮雄心。